# رينيسانس تلمسان
فندق رينيسانس تلمسان (بالفرنسية: Hôtel Renaissance Tlemcen) هو فندق 5 نجوم يحمل العلامة الفندقية الدولية رينسانس، التابعة للسلسلة الفندقية العالمية ماريوت التي تعتبر واحدة من الرواد العالميين في مجال الفندقة والترفيه.
يتواجد بموقع طبيعي جذاب في أعالي هضبة لالة سيتي المطلة بارتفاع 600 متر على مدينة تلمسان، على بعد 15 دقيقة في السيارة من وسط المدينة و20 دقيقة من مطار تلمسان الدولي. ويعتبر فندق النهضة ملك لشركة الاستثمار الفندقي العمومية التي ساهمت بقطعة الأرضية مساحتها بـ 90 ألف م²، بإستثمار جزائري يقدر بـ12 مليار دج.
يعتبر فندق رينيسانس تلمسان تحفة هندسية فخمة أستوحت خصوصيتها من الحضارة العربية الإسلامية وطبيعة مدينة تلمسان الأمازيغية، وقامت شركة فابريس وشركائه الإيطالية بإعداد دراساته وتصميمه.
يحتوي الفندق على 204 غرفة بـ12 جناح، منها جناح رئاسي، تطل غرف النزلاء على المدينة ويتوفر فيها كل الخدمات العصرية. كما يتوفر الفندق على على قاعة حفلات سعة 450 شخص مقسمة إلى 3 أجزاء. في حين تحتوي الثلاث طوابق الأخرى على ثلاثة مطاعم راقية كما يتوفر على قاعة المحاضرات تبلغ سعتها 780 شخص متبوعة بـ4 قاعات صغيرة للأشغال المغلقة وقاعات واسعة للأشغال المفتوحة، كما يتوفر على مسبح ومركز اللياقة البدنية والعناية الصحية وملعب لكرة السلة وأخرى للتنس.

## معلومات

### الموقع
يتربع فندق رينيسانس تلمسان على مساحة 9 هكتارات بأعالي هضبة لالة ستي المطلة بارتفاع 600 م جنوب مدينة تلمسان، التي تعتبر العاصمة الإسلامية للجزائر، على بعد 20 دقيقة من المطار الدولي وعلى بعد 15 دقيقة من مركز المدينة، ويمكن الوصول إليه بالسيارة. أشرف رئيس الجمهورية السيد عبد العزيز بوتفليقة يوم 16 أفريل 2005 على تدشين الفندق المصنف بخمسة نجوم.

### أصحاب المشروع
- المالك : وزارة السياحة والصناعات التقليدية .
- ممثل المالك: شركة الاستثمار الفندقي .
- المصمم (المهندس المعماري) : شركة فابريس وشركائه () .
- البناء (الهندسة المدنية) : مجموعة الهندسة المدنية لحكومة الصين () .

## المرافق
يتوزع الفندق على 3 أجنحة وكل منها مرتبط بالآخر في شكل هندسي فني، حيث يخصص الجناح أ للإستقبال ويحوي 204 غرفة راقية وشقة رئاسية راقية و12 شقة دبلوماسية. فيما يحتوي الجناح ب على قاعة الحفلات سعة 450 مدعو مقسمة إلى 3 أجزاء ما يمكن من إقامة 3 أعراس في آن واحد، في حين تحتوي الثلاث طوابق الأخرى على ثلاثة مطاعم راقية حيث يوجد مطعم البستان في الطابق الأول ومطعم القصر في الطابق الثاني ومطعم أربوسيك الراقي في الطابق الثالث، أما عن الجناح ج فقد تم تخصيصه لقاعة المحاضرات بلغت سعتها 780 شخص متبوعة بـ4 قاعات صغيرة للأشغال المغلقة وقاعات واسعة للأشغال المفتوحة. هذا وقد تم تخصيص الطابق الأرضي لمحلات راقية يتم كراؤها بغية تزويد الفندق بالخدمات على الخصوص البنوك وشركات التأمين وكراء السيارات، زيادة على محلات لبيع العطور بغية تلبية حاجيات نزلاء الفندق.
في الجانب الأيسر للمدخل الرئيسي للفندق يوجد مسبح مجهز بآخر التقنيات وملعبين للتنس، أما المدخل الخلفي الخاص بدخول السيارات فيواجهك مدخل مزين ببرك مائية متلألئة زادت من روعته، في حين توجد القبة الرئيسية التي تؤكد مدى التمسك بالفن الإسلامي العربي، ومن جهة أخرى في المنطقة الجنوبية توجد قاعة رياضية وملعب لكرة السلة.

### المطاعم
يحتوي فندق رينيسانس تلمسان على ثلاث مطاعم مختلفة والعديد من الصالونات، تقدم مختلف المأكولات العالمية والمحلية. منها :
- - مطعم البستان (بالإنجليزية: Al Bustan Restaurant)‏
    - المطبخ : متوسطي.[5]
    - المواعيد : عطلة نهاية الأسبوع ايتداء من 07:00 صباحا.

  - مطعم الأرابسيك (بالإنجليزية: Arabesque Restaurant)‏
    - المطبخ : شرق أوسطي.[6]
    - المواعيد : مفتوح لتناول العشاء.

  - مطعم ألكازار (بالإنجليزية: Alcazar  Restaurant)‏
    - المطبخ : عالمي.[7]
    - المواعيد : مفتوح لتناول العشاء.

  - مقهى الحوزي (بالإنجليزية: Hawzi)‏
    - المطبخ : قهوة المنزل/بار.[8]
    - المواعيد : مفتوح لتناول الفطور، الغداء، العشاء.

  - حانة السراب (بالإنجليزية: Mirage)‏
    - المطبخ : منوع.[9]
    - المواعيد : مفتوح لتناول العشاء.

  - حانة بركة الواحة (بالإنجليزية: Oasis Pool Bar)‏
    - المطبخ : منوع.[10]
    - المواعيد : مفتوح لتناول العشاء.

### الميزات والأنشطة
حوض السباحة في الهواء الطلق : يمتلك فندق الرينسانس مساحة خارجية كبيرة تبلغ 47.000 م²، يقع فيها في الساحة الخلفية للفندق مسبحين إحداهما للكبار والأخرى للصغار مع كراسي ومظلات شمسية للإسترخاء وغرف خلع الملابس للرجال وللنساء.
المنتجع العلاجي (Spa) : يقدم للزوار لحظات من الاسترخاء في بيئة عصرية مستوحاة من تقاليد المنتجعات العلاجية الأوروبية.
ملعب التنس : لمحبي الألعاب يتوفر لفندق رينيسانس تلمسانملعبي تنس بأرضية العشب الاصطناعي.

## وصلات خارجية
- الموقع الرسمي.
- الصفحة الرسمية - موقع مجموعة ماريوت للفندقة والترفيه.
- صفحة الفندق قي موقع شركة فابريس وشركائه.
- صفحة الفندق قي موقع شركة CSESC.
- الصفحة الرسمية في الفايسبوك (Facebook).